# 로베르 데스노스

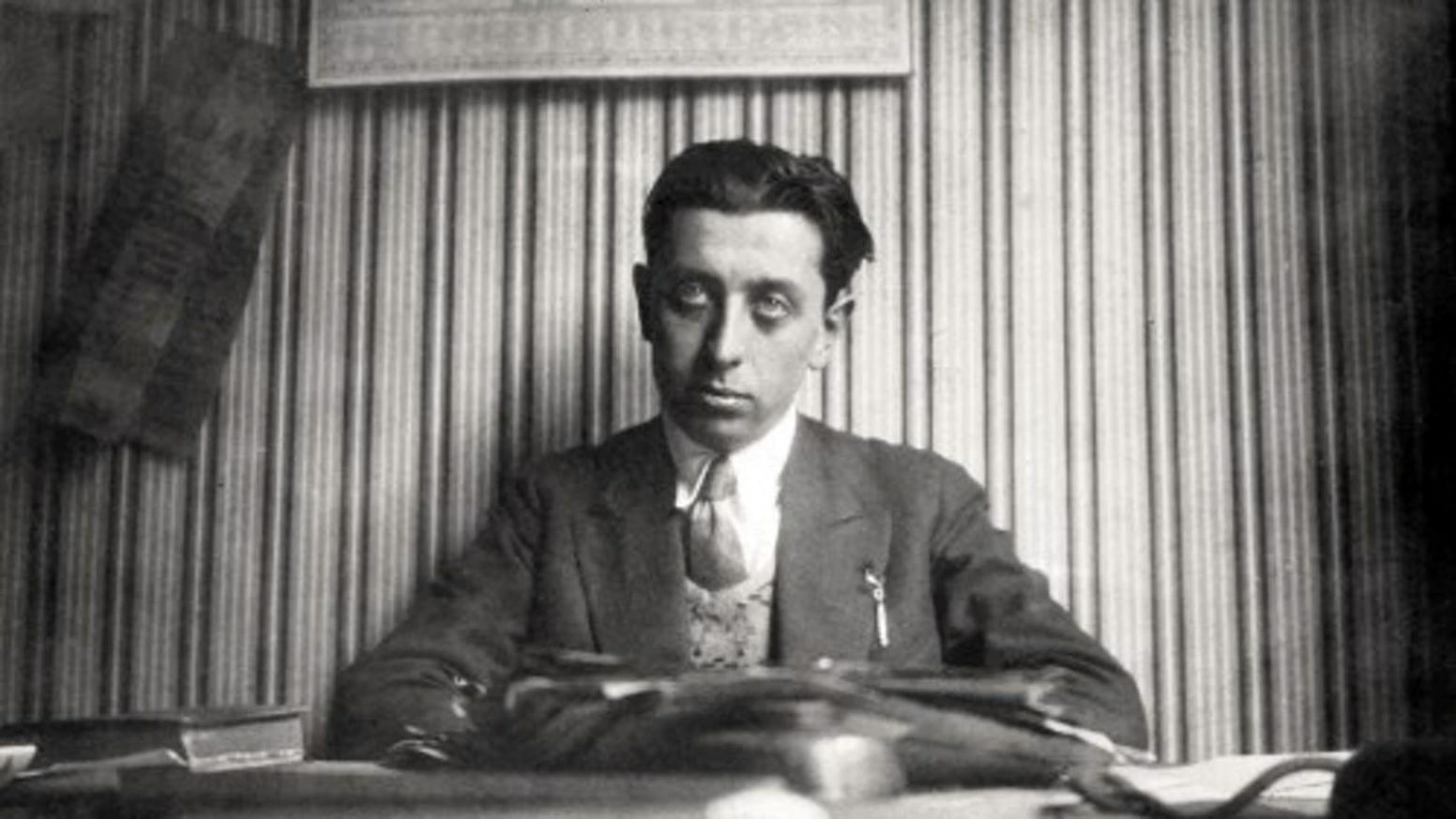

로베르 데스노스(Robert Desnos, 1900년 7월 4일 – 1945년 6월 8일)는 프랑스 시인이자 소설가로, 1900년 7월 4일 파리에서 태어나, 1945년 6월 8일에 체코슬로바키아의 테레지엔슈타트 강제수용소에서 발진티푸스로 44세의 나이로 사망하였다.

## 소개
공교육을 받지 않았던 로베르 데스노스는 자신의 꿈인 시인이 되고자 1920년 경 모더니스트 문학가들과 교우하였으며, 1922년에 초현실주의 운동에 합류하였다. 그는 최면에 의한 가수면 상태에서 글을 쓰는 방식에서 누구보다도 뛰어난 모습을 보였다. 그는 이후 마르셀 뒤샹이 창조한 가상의 여성 로즈 셀라비(Rrose Sélavy, 1922–1923)를 다루는 자신의 첫 작업물을 출판하였다.
데스노스는 1924-1929년 동안 잡지 《라 레볼뤼시옹 쉬르레알리스트(La Révolution surréaliste)》 필진으로 참여하였으나, 앙드레 브르통이 운동 방향을 공산주의로 몰아가는 것에 반대하고 관계를 끊는다. 데스노스는 언론사에서 일하였으며 음악 애호가로 유명하였다.

## 작품
- 《로즈 셀라비》 (1922-1923)
- 《에로티슴에 관하여》 (1923)
- 《애도를 위한 애도》 (1924)
- 《자유 또는 사랑!》 (1927)
  - 로베르 데스노스, 이주환 옮김, 《자유 또는 사랑!》, 읻다, 2016.
- 《어둠》 (1927)
- 《안드로메다와의 목욕》 (1944)
- 《시인의 명예》 (1943)
- 《올빼미》 (1938)

## 관련 기사
- 난 죽었다고 시작하는 소설…반수면상태에서 글 쓰는 '영매술 작법'